# صوفي كولمان
صوفي كولمان (بالإنجليزية: Sophie Coleman)‏ هي تريثلت بريطانية، ولدت في 12 أغسطس 1990 في برايتون في المملكة المتحدة.

## وصلات خارجية
- صوفي كولمان على موقع الاتحاد الدولي للدراجات (الإنجليزية)
- صوفي كولمان على موقع إحصائيات الدراجات الإحترافية (الإنجليزية)
- صوفي كولمان على موقع نسبة الدراجات (الإنجليزية)
- صوفي كولمان على موقع اتحاد الترياتلون الدولي (الإنجليزية)
- صوفي كولمان على موقع IAT Triathlon Database (الإنجليزية)